# Guerra dano-anseatica
La guerra dano-anseatica dal 1426 al 1435 (così come la guerra di Kalmar contro la Lega anseatica) fu un conflitto commerciale armato tra l'Unione di Kalmar dominata dalla Danimarca (composta da Danimarca, Norvegia, Svezia) e la Lega anseatica tedesca (Hansa) guidata dalla Città libera di Lubecca.
Quando il re danese Eric aprì le rotte commerciali baltiche alle navi olandesi e introdusse una nuova tassa per tutte le navi straniere per l'attraversamento dell'Øresund (pedaggio del Sound), le sei città anseatiche (Amburgo, Lubecca, Luneburgo, Rostock, Stralsund, Wismar) dichiararono guerra, praticarono un blocco navale ai porti scandinavi e si allearono con il nemico di Eric, Enrico IV, conte di Holstein. Pertanto la guerra fu intensamente collegata alla guerra olandese-anseatica (1422/38–1441), alla guerra di Kalmar con Holstein (1409 / 22–1435) e alla rivolta svedese (1434–1436).
Dopo alcuni anni di guerra con esiti altalenanti, Rostock e Stralsund firmarono un accordo di pace separato nel 1430. Lubecca, Amburgo, Wismar e Lüneburg, tuttavia, continuarono la guerra e aiutarono Holstein a conquistare Flensburgo nel 1431. Successivamente concordarono un armistizio nel 1432 e iniziarono la pace negoziati. Nel frattempo in Svezia scoppia una rivolta anti-danese (ribellione Engelbrekt). Nel 1434 Eric dovette concordare un armistizio anche con gli svedesi. Nell'aprile 1435 firmò la pace di Vordingborg con la Lega Anseatica e Holstein, seguita dalla pace di Stoccolma con la Svezia pochi mesi dopo nello stesso anno. Le città anseatiche erano escluse dai pedaggi del Sound ma dovettero accettare la concorrenza olandese nel commercio baltico. Il ducato danese di Schleswig fu ceduto al conte di Holstein. I diritti e i privilegi autonomi della Svezia furono estesi. Questi accordi di pace indebolirono drasticamente la posizione di Eric e nel 1439 fu detronizzato dal Rigsråd danese, dal Riksråd svedese e dal Riksrådet norvegese.

## Cronologia
- 1426 - Le truppe danesi riconquistano Flensburgo (Sleswig) che era stata occupata precedentemente da Holstein
- 1427 - Saccheggio anseatico di Bornholm
- 1427 - Fallito attacco Holstein-Anseatico contro Flensburgo
- 1427 - Le forze navali dano-svedesi sconfiggono una flotta anseatica nell'Øresund
- 1428 - due attacchi anseatici contro la flotta dano-svedese a Copenaghen
- 1428 e 1429 - Bergen saccheggiata dai Vitalienbrüder, alleati con Holstein e con la Lega Anseatica
- 1429 - Fallita operazione navale dano-svedese contro Stralsund
- 1429 - Cattura anseatica di una flotta da trasporto svedese
- 1430 - Pace fra Danimarca, Rostock e Stralsund
- 1431 - Le truppe Holstein-anseatiche conquistano Flensburgo
- 1432 - Armistizio fra Danimarca e la Lega Anseatica
- 1434 - Inizio della rivolta svedese, armistizio fra Danimarca e Svezia
- 1435 - Pace di Vordingborg, pace di Stoccolma